# Route départementale 305 (Haïti)
Pour les articles homonymes, voir Route départementale 305.
La route départementale 305, ou RD 305, est une route départementale d'Haïti reliant Hinche à Mombin-Crochu.

## Présentation
La route 305 part du Carrefour Cerca de la route Nationale 3 à Colladère dans la commune de Hinche. 
Elle se dirige vers le nord-est, traversant des champs vallonnés et des terres agricoles, en direction des contreforts de Laboc.
La route continue et traverse la rivière Samana jusqu'à ce qu'elle atteigne la ville de Cerca-Carvajal.
Elle se termine au Bois de Laurence à Mombin-Crochu.

## Tracé
- Hinche
  - Colladère
- Cerca-Carvajal
- Rivière Samana
- Mombin-Crochu
  - Bois de Laurence